# Dezinfekcija (jezero)
Jezero Dezinfekcija (Keter jezera) površine ukupno oko 9 hektara) nalazi se u Koprivničko-križevačkoj županiji na južnom dijelu područja općine Legrad. Jezerom gospodari ŠRK "Smuđ" Legrad.

## Opis
Jezero je udaljeno oko 500 metara od rijeke Drave iz koje se opskrbljuje vodom i 2 km od jezera Šoderica. To je umjetno jezero nastalo iskapanjem šljunka i pijeska a sam naziv jezera potječe zbog obližnje praonice vagona. Obala jezera je mjestimično visoka i strma, relativno prohodna obrasla niskim i visokim raslinjem, trskom, rogozom, šašom i šikarom. Pristup relativno bistroj vodi je moguć na više desetaka ribičkih mjesta. Oko jezera nalazi se nekoliko desetaka nastambi, uglanom bajte i kamp kućice koje koriste ribolovci a iza raslinja su poljoprivredne površine, livade i šumarci. Dno jezera je šljunkovito, samo mjestimično muljevito i mjestimično obraslo vodenom travom (krocanj) a ima i bijelog lopoča. Jezero se poribljava i bogato je skoro svim ribljim vrstama koje obitavaju u ovom kraju: posebno šaran (divlji/vretenasti i ribnjački/bezljuskaš) i pastrvski grgeč bass, amur, obični grgeč, tolstolobik (bijeli/sivi glavaš), smuđ, som, štuka, linjak i ostala sitnija riba (unesene-alohtone invazivne vrste patuljasti som-američki som i sunčanica i koje obitavaju u ovom području -autohtonih vrsta crvenperka, klen, žutooka-bodorka, bjelica-uklija, krkuša, gavčica i dr.).. Zabranjena je uporaba čamaca.

## Galerija
- Dezinfekcija jezero